# ミヤギテレビニュースプラス1
『ミヤギテレビニュースプラス1』は、ミヤギテレビで放送された夕方のローカル報道番組（『NNNニュースプラス1』の内包）である。

## 放送日時
すべてJSTで記す。
- NNNミヤギテレビニュースプラス1（『OH!バンデス』休止時の平日版）
  - 1995年4月3日 - 1995年9月29日：月曜 - 金曜] 18:30 - 19:00（30分）
  - 1995年10月2日 - 1996年9月27日：月曜 - 金曜 18:29 - 19:00（31分）
  - 1996年9月30日 - 1998年9月25日：月曜 - 金曜 18:23 - 19:00（37分）
  - 1998年9月28日 - 2000年12月29日：月曜 - 金曜 18:21 - 19:00（39分）
  - 2001年1月4日 - 2002年6月28日：月曜 - 金曜 18:20 - 19:00（40分）
  - 2002年7月1日 - 2004年3月26日：月曜 - 金曜 18:19 - 19:00（41分）

- NNNミヤギテレビニュースプラス1→NNNミヤギテレビニュースプラス1サタデー[1]（土曜版）
  - 1995年4月8日 - 2006年4月1日：土曜 18:20 - 18:30（10分）

- NNNミヤギテレビニュースプラス1サンデー（日曜版）
  - 1996年4月7日 - 2000年9月24日：日曜 18:20 - 18:30（10分）

## キャスター

### 平日
- 竹鼻純（当時ミヤギテレビアナウンサー）
- 盛朋子（ミヤギテレビアナウンサー）

### 週末
- ミヤギテレビのアナウンサーがシフトで担当。